# Antanas Purėnas

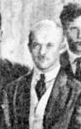
Antanas Purėnas

Antanas Purėnas (ur. 16 lutego 1881 w Tatkonys koło Kupiszek, zm. 5 listopada 1962 w Kownie) – litewski chemik, działacz społeczny i kulturalny, rektor Uniwersytetu Witolda Wielkiego (1940–46). 
Uczył się w gimnazjum w Lipawie. Naukę kontynuował na Uniwersytecie Dorpackim, w 1912 roku uzyskał tytuł magistra na uniwersytecie w Petersburgu. 
W latach 1910–18 wykładał w petersburskiej szkole handlowej, angażował się w życie kulturalne stołecznych Litwinów. 
Po powrocie wykładał na tzw. wyższych kursach naukowych. W 1922 roku rozpoczął nauczanie na Uniwersytecie Litewskim w Kownie, które prowadził do 1950 roku. W latach 1940–41 i 1944–46 był rektorem uczelni. W 1941 roku objął stanowisko wiceprzewodniczącego Litewskiej Akademii Nauk. 
Od 1950 do 1962 roku był profesorem Kowieńskiego Instytutu Politechnicznego, w tym samym okresie stał na czele katedry chemii organicznej i technologii.